# Franklin (hrabstwo Sauk)
Franklin – miasto w Stanach Zjednoczonych, w stanie Wisconsin, w hrabstwie Sauk.